# Sid Ahmed Fayçal Briki
Sid Ahmed Fayçal Briki (en arabe : سيد أحمد فيصل بريقي) est un footballeur algérien né le 10 mars 1984 à Aïn Témouchent. Il évolue au poste d'arrière gauche au CR Témouchent, club de deuxième division.

## Biographie
Il évolue en première division algérienne avec les clubs de l'USM El Harrach et du MC Oran. Il dispute 49 matchs en Ligue 1.